# Tominec
Tominec je priimek več znanih Slovencev:
- Angelik Tominec (1892—1961), frančiškan, teolog in sociolog
- Ciril Tominec (1897—1965), mornariški polkovnik
- Fedor Tominec (1932—2021), ZF-pisatelj??
- Franjo Tominec (1905—1982), prevajalec (& direktor kliničnih bolnišnic v Lj)?
- Igor Tominec, novinar, športni reporter
- Irina Makarova Tominec, rusko-slovenska jezikoslovka
- Ivan Tominec (1890—1965), jezikoslovec, leksikograf in prevajalec
- Ivan Tomin(e)c (1911—1942), sindikalist in politični delavec/komisar
- Janez Tominec (1914—1980), pravnik, sodnik in pesnik
- Janez Tominec (1924—2019), partizan, pravnik
- Milan Tominec (1922—2003), partizanski komandant
- Roman Tominec (1900—1991), frančiškan, duhovnik, umetnostni zgodovinar in publicist
- Stanko Tominec (1894—1991), preporodovec, dobrovoljec (1912-18) in Maistrov borec; alpinist - skalaš